# Limonium densiflorum
Limonium densiflorum är en triftväxtart som först beskrevs av Giovanni Gussone, och fick sitt nu gällande namn av Carl Ernst Otto Kuntze. Limonium densiflorum ingår i släktet rispar, och familjen triftväxter. Inga underarter finns listade i Catalogue of Life.